# Gunzō
Gunzō (群像?), è una rivista letteraria giapponese pubblicata mensilmente dalla casa editrice Kōdansha.

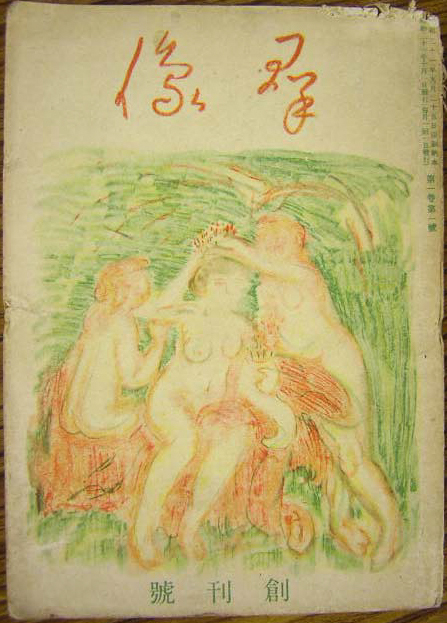
Copertina del primo numero di Gunzō dell'ottobre 1946

Fondata nel 1946, ha ospitato contributi dei maggiori scrittori giapponesi, come Yukio Mishima il cui racconto Sutā è stato pubblicato per la prima volta all'interno della rivista nel 1960 o contribuito alla scoperta di autori come Haruki Murakami e Ryū Murakami.
Spesso pubblica i suoi racconti in forma anonima per non influenzare il giudizio dei lettori e incoraggiarli alla lettura delle opere indipendentemente se scritte da autori famosi o sconosciuti.
Dal 1958 la rivista assegna il Premio Gunzo per i nuovi scrittori suddiviso in due categorie (miglior romanzo e miglior saggio) e garantisce la pubblicazione nel magazine e un premio di 500000 Yen.